# Traffic Lights (cântec de Lena Meyer-Landrut)
Traffic Lights este primul single al cântăreței germane Lena de pe al patrulea album de studio al acesteia,Crystal Sky.Cântecul a fost scris de către Hayley Aitken, Alexander James și Harry Sommerdahl."Traffic Lights" a fost lansat de către casa de discuri Universal Germania pe 1 mai 2015,cu 2 săptămâni înainte de data lansării albumului.Cântecul este de tip slow electro-pop, iar vocea Lenei amintește mult de vocea cântăreței Ellie Goulding. Este primul single lansat de Lena în ultimii 2 ani,ultimul single fiind Mr. Arrow Key de pe albumul Stardust,single ce a fost lansat pe 17 mai 2013.

## Track listing
| Digital download – Single |                  |         |  |
| Nr.                       | Titlu            | Lungime |  |
| 1.                        | „Traffic Lights” | 2:46    |  |

### Topuri
| Top (2015)                      | Poziția de vârf |
| ------------------------------- | --------------- |
| Germania (Media Control Charts) | 14              |

### Topuri anuale
| Top (2015)                       | Poziție |
| -------------------------------- | ------- |
| Germany (Official German Charts) | 69      |

## Lansare
| Regiune  | Data           | Format                       | Casă de discuri | Ref   |
| -------- | -------------- | ---------------------------- | --------------- | ----- |
| Germania | 10 martie 2015 | Radio                        | Universal       | [ 4 ] |
| Germania | 1 mai 2015     | Descărcare digitală – Single | Universal       | [ 5 ] |